# Paulianellus decoctor
Paulianellus decoctor är en skalbaggsart som beskrevs av Vladimir Balthasar 1965. Paulianellus decoctor ingår i släktet Paulianellus och familjen Aphodiidae. Inga underarter finns listade i Catalogue of Life.